# Браниця-Кольонія (Радинський повіт)
Браниця-Кольонія (пол. Branica-Kolonia) — село в Польщі, у гміні Вогинь Радинського повіту Люблінського воєводства.